# Frijolares
Frijolares är en ort i Mexiko.   Den ligger i kommunen Tlapacoyan och delstaten Veracruz, i den sydöstra delen av landet, 210 km öster om huvudstaden Mexico City. Frijolares ligger 254 meter över havet och antalet invånare är 105.
Terrängen runt Frijolares är kuperad åt sydväst, men åt nordost är den platt. Runt Frijolares är det ganska tätbefolkat, med 100 invånare per kvadratkilometer. Närmaste större samhälle är Martínez de la Torre, 13,2 km nordost om Frijolares. I omgivningarna runt Frijolares växer huvudsakligen savannskog.